# Psycho Realm
A Psycho Realm egy amerikai hiphopegyüttes a kaliforniai Los Angelesből. A zenekar története a 90-es évek elejére vezet vissza, Los Angeles mexikóiak által lakott negyedébe. Itt született és nőtt fel a rap-formáció két alapító tagja, a Gonzales testvérek (Duke és Jacken), akik hamar belekóstoltak a gettóélet kegyetlen valóságába. Az itt szerzett élmények és tapasztalatok ihlették zenéjüket, sajátos stílusú és tartalmú szövegeiket. A hangzásában és mondanivalóban forradalmi, senkihez sem hasonlítható egyveleget alkottak meg zenéjükkel, ami mind az east- mind a west coast hangzás szerelmeseinek különleges élményt nyújt. Igazi utcai próféták, akik zenéjüket nem önös célokra használják, hanem hogy felnyissák az emberek szemét, és afféle krónikásként jegyezzék fel a Los Angeles-i utcákat és az egész világot érintő problémákat. 1993-ban egy - a bandaháborúk megfékezésére rendezett - koncerten léptek föl, ahol felfigyelt rájuk B-Real, a Cypress Hill frontembere és azonnal lemezszerződést ajánlott nekik. A kecsegtető ajánlatot azzal a kikötéssel fogadták el, ha B-Real is csatlakozik a formációhoz és megtarthatják az eredeti stílusukat. 1997-ben elkészült a B-Real-lel, és a Cypress Hill dobosával Eric Bobo-val közös album, The Psycho Realm címmel, ami később platinalemez lett. Úgy tűnt, hogy a csapat kilépett az underground körökből, de kőkemény szövegeik miatt, melyekben erős társadalomkritika is megnyilvánult, kiadójuk megpróbálta őket irányítani (cenzúrázni), ezért felbontották szerződésüket és megalapították saját független lemezkiadójukat, a Sick Symphonies-t. Második lemezük már a saját label-jük alatt jelent meg A War Story címmel, 1999-ben. B-Real az új zenekarban való részvételét nem tudta összeegyeztetni a Cypress Hill-el, így ezen az albumon ő már csak egy szám erejéig működött közre, bár a későbbiekben is készítettek közös számokat. Ez az év egy váratlan tragédiát tartogatott még a Gonzales testvéreknek. Egy gyorsétterem előtt kirobbant incidens során Duke-ot egy bandatag nyakon lőtte, ennek következtében nyaktól lefelé teljesen lebénult. Úgy tűnt, hogy a Psycho Realm sorsa megpecsételődik, de Duke megkérte testvérét, hogy folytassa azt, amit közösen elkezdtek. Jacken ezért leszerződtette a szintén Los Angeles-i Street Platoon-t, két tehetséges mexikói származású mc-t (Cynic és Crow), hogy a fellépéseken testvére részét fedezzék. 2005-ben jelentették meg közös albumukat Sickside Stories címmel, amivel újra bebizonyították, hogy a legnagyobbak közé tartoznak a rap szakmán belül, súlyos ütemáradat és mondanivaló járja át az album összes számát, hozva az eredeti Psycho Realm albumok hangulatát. A Psycho Realm munkássága 2007-ben új szintre emelkedett, és Sick Jacken lemezszerződést kötött az Universal lemezkiadóval, és közösen indították útjára a Universal Latino-t, aminek első kiadványa a Dj Muggs-szal, a Cypress Hill zeneszerzőjével, és dj-vel készített Dj Muggs Vs Sick Jacken album lett, amiben először keveredett a Cypress hangzás és a Psycho szövegelés.

## Diszkográfia

### Albumok
- The Psycho Realm (1997)
- Unreleased EP (1998)
- A War Story - Book 1 (1999)
- A War Story - Book 2 (2003)
- Sick Symphonies - Sick Side Stories (2005)
- Dj Muggs VS Sick Jacken - The Legend of The Mask and The Assassin (2007)

### Mixtape-ek
- Sick Jacken & Cynic - Terror Tapes vol. 1,
- DJ FM - SS Streetmixes vol. 1,